# 北海道科学大学の人物一覧
北海道科学大学の人物一覧（ほっかいどうかがくだいがくのじんぶついちらん）は、北海道科学大学に関係する人物の一覧記事。前身校の北海道工業大学も含む。

## 主な教職員

### 現在の教職員
- 小島洋一郎 - 工学部電気電子工学科教授
- 川人洋志 - 工学部建築学科空間創造学部教授
- 北間正崇 - 保健医療学部診療放射線学科教授
- 佐々木智之 - 未来デザイン学部人間社会学科教授

### 過去の教職員
- 小澤保知 -　工学者、電気工学科教授
- 木下重教 - 工学者、土木工学科教授
- 佐鳥新 - 宇宙工学者、創生工学部教授
- 田頭博昭 - 元室蘭工業大学学長、北海道大学名誉教授
- 秦謹一 - 北海道工業大学・北海道大学名誉教授
- 菱川善夫 - 文芸評論家、国文学者
- 福迫尚一郎 - 工学者、熱工学
- 岡村俊邦 - 緑化工学者、空間創造学部教授
- 佐々木一正 - 光ファイバ工学者、創生工学部教授
- 佐藤孝 - 建築家、空間創造学部教授
- 濱谷雅弘 - 未来デザイン学部人間社会学科教授

## 著名な出身者

### 首長
- 牧野勇司 - 士別市長

### 研究者・学者
- 一ノ宮修 - 工学者、北海道工業大学教授
- 金山茂雄 - 工学博士、拓殖大学商学部教授
- 北川圭子 - 工学者・作家、郡山女子大学家政学部教授
- 北間正崇 - 工学者、北海道工業大学教授
- 草苅敏夫 - 工学者、釧路工業高等専門学校教授
- 小島洋一郎 - 工学者、苫小牧工業高等専門学校教授、同地域共同研究センター副センター長
- 近藤久 - 工学者、茨城大学講師
- 舟橋誠 - 工学者、道都大学社会福祉学部准教授
- 堀良 - 工学者、名古屋商科大学商学部教授
- 槇塚忠穂 - 工学者、近畿大学産業理工学部准教授
- 三谷光照 - 工学者、酪農学園大学酪農学部准教授
- 横濱茂之 - 建築学者、職業能力開発総合大学校東京校教授

### 作家
- 北川圭子 - アントニ・ガウディ関連の書籍

### スポーツ
- 吉泉賀子 - 女子スキージャンパー（日本空調サービス所属）
- 起田高志 - プロレスラー、元アメリカンフットボール選手（オービックシーガルズ所属）
- 吉井晃 - 元プロ野球選手（横浜ベイスターズ投手）

### 芸能

#### タレント
- 箕輪直人 - タレント

#### 音楽
- HIRO - ヒューマンビートボクサー